# Ульяновский электромеханический колледж
Ульяновский ордена «Знак Почета» электромеханический колледж — российское образовательное учреждение среднего профессионального образования в городе Ульяновске. Полное наименование — областное государственное бюджетное профессиональное образовательное учреждение «Ульяновский электромеханический колледж» (сокр. ОГБПОУ «Ульяновский электромеханический колледж» или ОГБПОУ УЭМК). Основан 15 сентября 1930 года.

## История
На основании приказа № 407 Народного комиссариата тяжёлой промышленности СССР и распоряжения объединения Патрубвзрыв от 15 сентября 1930 года в г. Ульяновске при Патронном заводе № 3 им. Володарского, открылся механический техникум. Первым заведующим техникума был назначен опытный инженер И. Д. Тимофеев.
В 1932 году техникум из барака переезжает в здание учебного комбината.
В октябре 1941 года занятия в техникуме были прекращены, преподаватели ушли на фронт, а учащиеся направлялись в колхозы и совхозы на сельхозработы. В мае 1942 года занятия возобновились.
29 октября 1956 года постановлением Совета народного хозяйства Ульяновского экономического административного района механический техникум переименован в Ульяновский электромеханический техникум (УЭМТ).
В 1958 году в Мелекессе открылся вечерний техникум — филиал Ульяновского электромеханического техникума, просуществовавший до 1968 года (ныне самостоятельное учебное заведение — Димитровградский технический колледж); на Ульяновском радиоламповом заводе (1959); в Бишкеке (1991, ныне самостоятельный техникум).
В 1974 году для техникума был построен новый корпус.
8 февраля 1980 года «За заслуги в деле подготовки квалифицированных кадров и в связи с 50-летием» техникум был награждён орденом «Знак Почёта».
В 1992 году техникум получил статус колледжа.
5 мая 2015 года на территории Ульяновского электромеханического колледжа состоялась торжественное открытие памятника Герою Советского Союза  Николаю Дмитриевичу Фильченкову.

## Специальности
Ульяновский электромеханический колледж реализует образовательные программы среднего профессионального образования базового и повышенного уровня.
- 08.02.09 — Монтаж, наладка и эксплуатация электрооборудования промышленных и гражданских зданий
- 13.02.11 — Техническая эксплуатация и обслуживание электрического и электромеханического оборудования (по отраслям)
- 15.02.08 — Технология машиностроения
- 09.02.04 — Информационные системы (по отраслям)
- 09.02.02 — Компьютерные сети
- 38.02.01 — Экономика и бухгалтерский учёт (по отраслям)
- 40.02.01 — Право и организация социального обеспечения
- 09.02.06 — Сетевое и системное администрирование
- 09.02.07 — Информационные системы и программирование
- 23.02.07 — Техническое обслуживание и ремонт двигателей, систем и агрегатов автомобилей

## События
- С 2010 года в УЭМК проводится конкурс профессионального мастерства педагогов «Преподаватель года», который даёт возможность выявить потенциал педагогического коллектива, раскрыть новые профессиональные тенденции в педагогике и способствует личностному росту преподавателей[4].
- В апреле 2011 года на базе УЭМК проведена Региональная научно-практическая конференция «Инновационный потенциал молодежи XXI века».
- В августе 2011 г. колледж стал организатором Всероссийской олимпиады обучающихся образовательных учреждений СПО по специальности 140448 «Техническая эксплуатация и обслуживание электрического и электромеханического оборудования».
- В 2019 году ОГБПОУ «Ульяновский электромеханический колледж» был признан Региональной инновационной площадкой по теме "Организационно-управленческие условия практико-ориентированной подготовки специалистов для предприятий инновационно-технологического кластера, осуществляющих инвест-проекты в Ульяновской области[4].

## Директорат
В разные годы директорами были:
- Тимофеев Иван Дмитриевич (1930—1942),
- Ф. А. Рогов (1942—1952),
- И. М. Аладин (1952—1953),
- А. К. Масюков (1954—1980),
- В. А. Ильин (1980—1986),
- В. А. Миляков (1986—1989),
- В. В. Капинос (1990—1999),
- Борисов Александр Георгиевич (2000—2005),
- Бирюков Илья Валерьевич (2005—2013),
- Михайлова Светлана Владимировна (2013—2018),
- и.о. директора Дронов В. А.  (с 2018 — 2024)
- Шишкина Людмила Петровна (с 2024 — по настоящее время)

## Известные преподаватели
- Колбёшин Анатолий Иванович — работал учителем физики и электротехники.
- Карпов Николай Дмитриевич — советский и российский тренер по лёгкой атлетике. Мастер спорта СССР (1966). Заслуженный тренер РСФСР (1987). Почётный гражданин города Ульяновска (2009, посмертно). Преподавал в техникуме.

## Известные выпускники
- Праведнов Виктор Фёдорович — советский государственный и политический деятель, председатель Ульяновского областного промышленного исполнительного комитета.
- Ланцов Борис Александрович — советский хозяйственный, государственный и политический деятель; председатель Ульяновского горисполкома.
- Рогозикова Зоя Дмитриевна — советская певица, заслуженная артистка РСФСР (с 1960 года), ведущая актриса Ленинградского театра музыкальной комедии.
- Кулагин Пётр Сергеевич — советский и российский промышленник, предприниматель, генеральный директор Барнаульского станкостроительного завода (1970—1990). Генеральный директор ПО (с 1992 года — ОАО) «Барнаульский станкостроительный завод» (1990—1995).
- Чайкин Геннадий Андреевич — главный инженер совхоза имени Н. К. Крупской (п. Новосёлки), Герой Социалистического Труда (1966)[7].
- Чернавин Владимир Николаевич — советский военачальник, Герой Советского Союза (1981), адмирал флота (1983), Главнокомандующий ВМФ СССР — заместитель Министра обороны СССР (1985—1992)[8].
- Пронин Николай Петрович ― советский и российский хозяйственный и общественный деятель, почётный гражданин города Сызрани (1982). Председатель Сызранского горисполкома (1962—1979).
- Крылов Владимир Валентинович — олимпийский чемпион, лёгкая атлетика;
- Сверкалов Владимир Николаевич — секретарь Ульяновского обкома КПСС, почётный гражданин Ульяновской области[9]
- Ястребов Владислав Викторович — музыкальный библиограф.
- Маслов Иван Дмитриевич ― советский хозяйственный и общественный деятель, с 1967 по 1978 год ― директор Ульяновского автомобильного завода. Почётный гражданин Ульяновска[10]. Окончил Ульяновский механический техникум в 1945 г.[11]
- Максимов Александр Иванович — председатель Ульяновского областного суда[12][13][14].
- Игонин Владислав Владимирович — заместитель Главы города — Глава администрации Заволжского района[15][16].
- Буланов Игорь Николаевич — депутат Ульяновской Городской Думы VI созыва, заместитель председателя[17].
- Пахомов Виктор Павлович — конструктор авиационных приборов и систем для самолётов, вертолётов, ракет, космических кораблей. Руководитель и главный конструктор Ульяновского конструкторского бюро приборостроения (УКБП)[18].
- Шишкин Вадим Викторинович — декан факультета информационных систем и технологий УлГТУ[19], с 2015 г. — директор Института авиационных технологий и управления УлГТУ[20].
- А. П. Быстров — главный инженер Климовского штамповочного  завода[3].
- Золотов Юрий Михайлович — заместитель Генерального прокурора России по Уральскому федеральному округу[21].
- Исаков Николай Васильевич — многократный чемпион России, чемпион Европы и мира среди ветеранов. Его имя занесено в «Золотую книгу Почёта города Ульяновска» [22][23].
- Маслов Иван Дмитриевич — советский хозяйственный и политический деятель, окончил техникум.

## Галерея

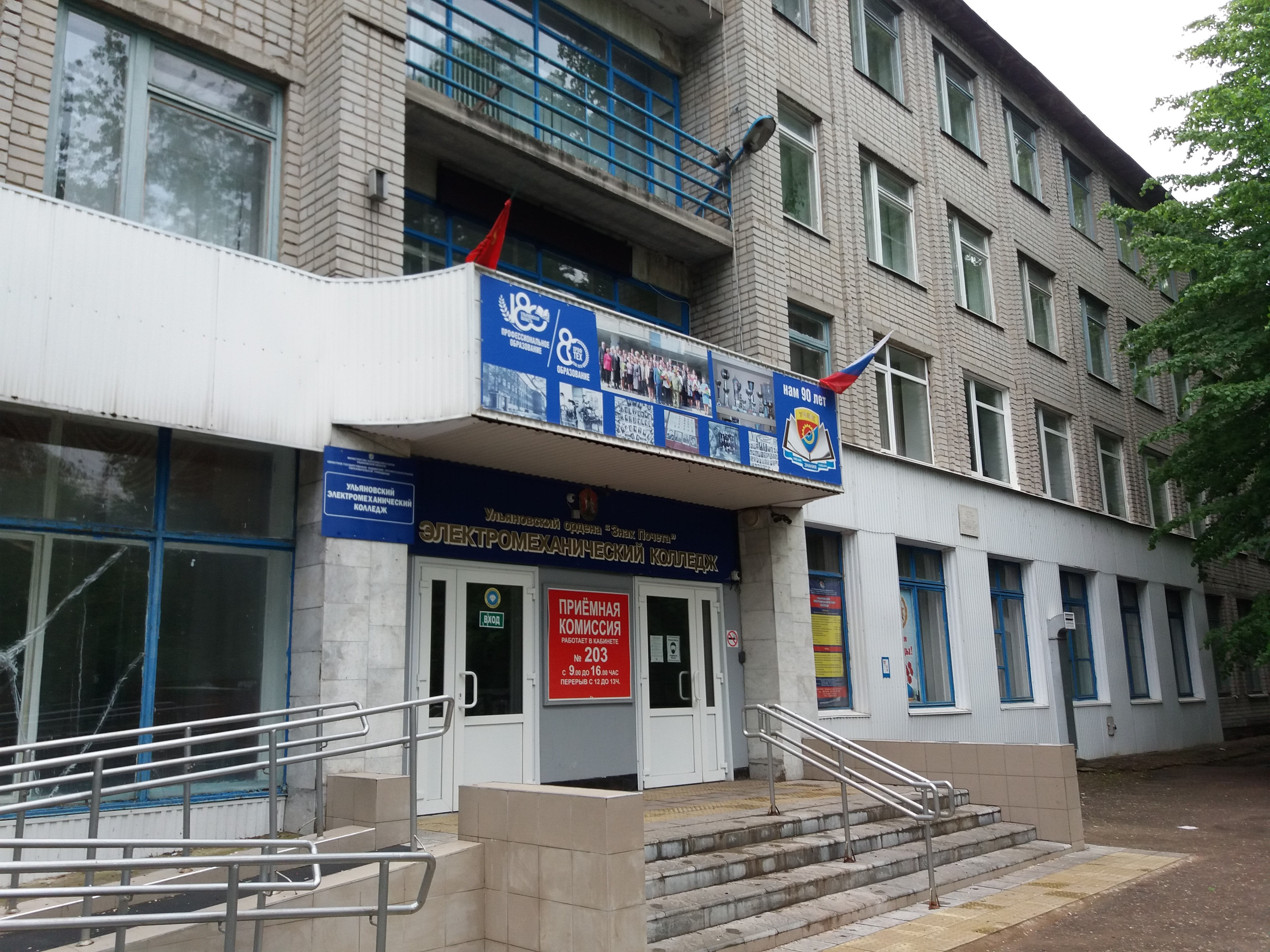
Ульяновский электромеханический колледж.
Памятник Фильченкову Н. Д. (во дворе колледжа).
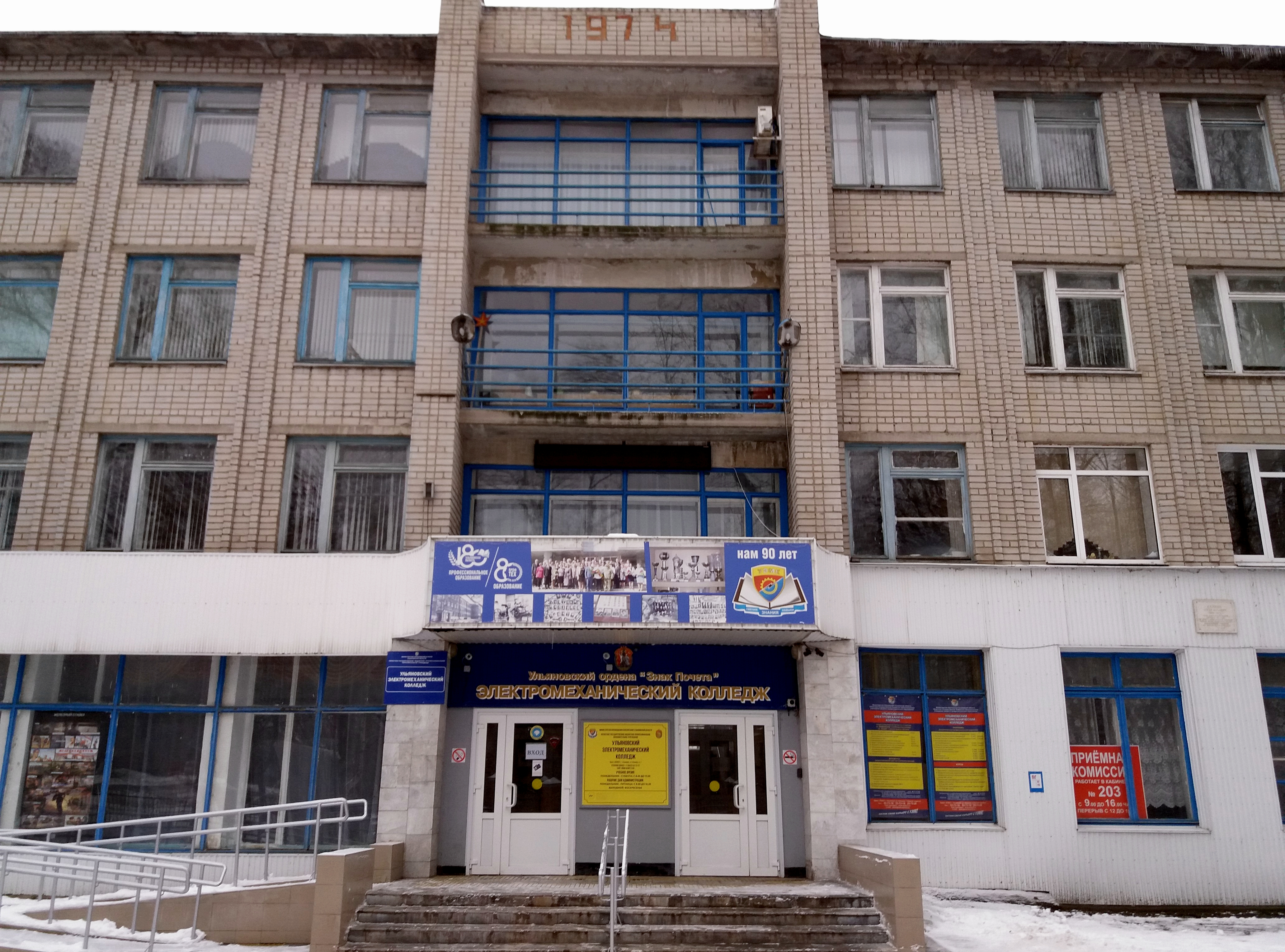
Фасад колледжа.
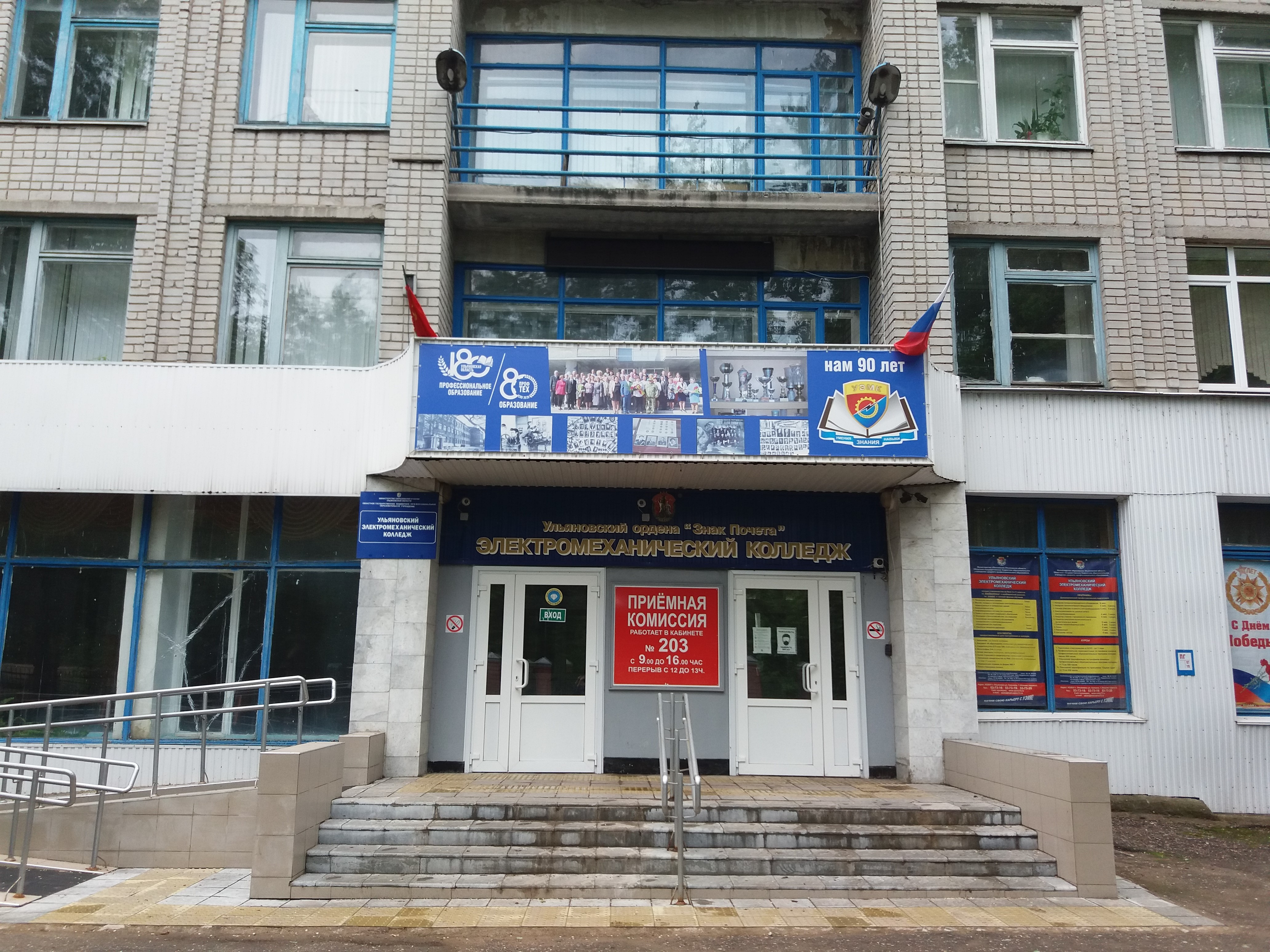
Ульяновский электромеханический колледж.
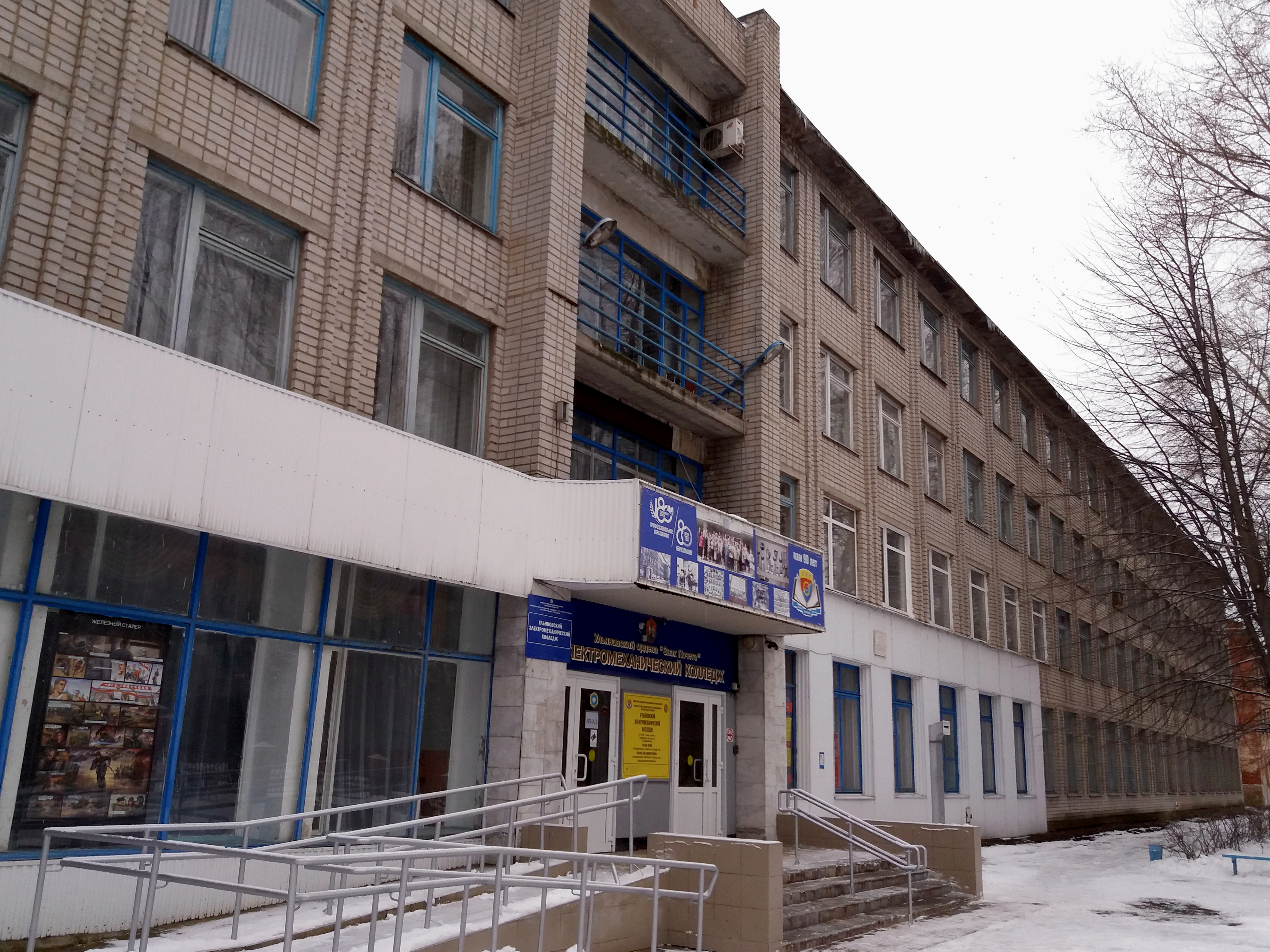
Ульяновский электромеханический колледж.